# Squamatoherpia
Squamatoherpia is een geslacht van wormmollusken uit de  familie van de Dondersiidae.

## Soort
- Squamatoherpia tricuspidata Büchinger & Handl, 1996